# Лехтонен, Кюёсти
Кюёсти Эмиль «Кёпи» Лехтонен (фин. Kyösti Eemil "Köpi" Lehtonen; 13 марта 1931, Йямся, Финляндия — 15 ноября 1987, Хельсинки, Финляндия) — финский борец греко-римского стиля, чемпион Олимпийских игр, призёр чемпионатов мира, девятикратный чемпион Финляндии (1952—1962), бронзовый призёр чемпионата Финляндии 1957 года по лёгкой атлетике в эстафете 4×100 метров (в команде клуба Jämsänkosken Ilves). Кавалер Ордена Льва Финляндии 1 класса.

## Биография
В 1953 и в 1955 годах выступал на чемпионатах мира, и оба раза остался вторым, уступив в 1953 году Густаву Фрею, а в 1955 — Григорию Гамарнику.
На Летних Олимпийских играх 1956 года в Монреале боролся в категории до 67 килограммов (лёгкий вес). Выбывание из турнира проходило по мере накопления штрафных баллов. Схватку судили трое судей, за чистую победу штрафные баллы не начислялись, за победу по очками при любом соотношении голосов начислялся 1 штрафной балл, поражение по очками при любом соотношении голосов или чистое поражение карались 3 штрафными баллами. Если борец набирал 5 или более штрафных баллов, он выбывал из турнира. Когда оставалось только три борца, они разыгрывали между собой медали (если не встречались в схватках до финального раунда). После начала финальных схваток, борцы могли продолжать выступления имея и более пяти штрафных баллов.
Титул оспаривали 10 человек. Соревнования проходили удачно для финского спортсмена. Во втором круге он не боролся, поскольку Улле Андерберг, с кем должна была пройти встреча, отказался от продолжения борьбы ввиду травмы. В четвёртом и пятом кругах не боролся, потому что, имея всего один штрафной балл, гарантированно входил в тройку финалистов. В финальных схватках победил сначала сильного турецкого борца, и в финальной схватке с венгром Дьюлой Тотом (который к тому же участвовал до этого в соревнованиях по вольной борьбе) для Кюёсти Лехтонена важно было всего лишь не проиграть чисто. Но он выиграл чисто и стал олимпийским чемпионом.
| Круг  | Соперник     | Страна                    | Результат | Основание                | Время схватки |
| ----- | ------------ | ------------------------- | --------- | ------------------------ | ------------- |
| 1     | Томми Эванс  | Соединённые Штаты Америки | Победа    | Туше (0 штрафных баллов) | 4:10          |
| 2     | -            | -                         | -         | -                        | -             |
| 3     | Динко Петров | Болгария                  | Победа    | 3-0 (1 штрафной балл)    | -             |
| 4     |              | -                         | -         | -                        | -             |
| 5     | -            | -                         | -         | -                        | -             |
| 6     | Рыза Доган   | Турция                    | Победа    | 2-1 (1 штрафной балл)    | -             |
| 7     | -            | -                         | -         | -                        | -             |
| Финал | Дьюла Тот    | Венгрия                   | Победа    | Туше (0 штрафных баллов) | 8:06          |

На Летних Олимпийских играх 1960 года в Риме боролся в категории до 67 килограммов (лёгкий вес). Выбывание из турнира проходило по мере накопления штрафных баллов. За чистую победу штрафные баллы не начислялись, за победу по очками при любом соотношении голосов начислялся 1 штрафной балл, любое поражение по очкам каралось 3 штрафными баллами, чистое поражение — 4 штрафными баллами. В схватке могла быть зафиксирована ничья, тогда каждому из борцов начислялись 2 штрафных балла. Если борец набирал 6 или более штрафных баллов, он выбывал из турнира.
Титул оспаривали 23 человека. После поражения в четвёртом круге набрал 7 штрафных баллов и выбыл из турнира, разделив ещё с четырьмя борцами пятое место.
| Круг | Соперник          | Страна                                    | Результат | Основание                   | Время схватки |
| ---- | ----------------- | ----------------------------------------- | --------- | --------------------------- | ------------- |
| 1    | Бен Нортруп       | Соединённые Штаты Америки                 | Победа    | По очкам (1 штрафной балл)  | -             |
| 2    | Мицухару Китамура | Япония                                    | Победа    | По очкам (1 штрафной балл)  | -             |
| 3    | Автандил Коридзе  | Союз Советских Социалистических Республик | Ничья     | 2 штрафных балла            | -             |
| 4    | Динко Петров      | Болгария                                  | Поражение | По очкам (3 штрафных балла) | -             |

На Летних Олимпийских играх 1964 года в Токио боролся в категории до 62 килограммов (полулёгкий вес). Регламент турнира остался прежним.
Титул оспаривали 27 человек. Для 33-летнего борца соревнования развивались более или менее неплохо, после третьего круга у него было только 3 штрафных балла, но он был снят с турнира ввиду выявленного излишнего веса в 700 граммов, несмотря на все усилия по его сгонке.
| Круг | Соперник       | Страна    | Результат | Основание                  | Время схватки |
| ---- | -------------- | --------- | --------- | -------------------------- | ------------- |
| 1    | Рубен Лейбович | Аргентина | Победа    | Туше (0 штрафных баллов)   | 1:18          |
| 2    | Димитр Стоянов | Болгария  | Ничья     | 2 штрафных балла           | -             |
| 3    | Лотар Шнайдер  | Германия  | Победа    | По очкам (1 штрафной балл) | -             |

После того, как оставил большой спорт, перешёл на тренерскую работу, с 1963 года тренировал сборные Норвегии и Дании, с 1965 по 1967 год тренировал в хельсинкском клубе Helsingin Paini-Miehet, с 1971 по 1974 года был главным тренером национальной сборной.
Был хорошим легкоатлетом: пробегал 100 метров за 11,1 с, 110 метров с барьерами за 17,8 с, прыгал в длину на 6,78 м.
Умер в 1987 году.